# Circuit Het Nieuwsblad espoirs 2015
La 50e édition du Circuit Het Nieuwsblad espoirs a eu lieu le 4 juillet 2015. La course fait partie du calendrier UCI Europe Tour 2015 en catégorie 1.2. C'est également la cinquième épreuve de la Topcompétition 2015.
Elle a été remportée par le Néerlandais Floris Gerts (BMC Development) qui s'impose en solitaire 51 secondes devant un trio que règle pour la deuxième place le Belge Dimitri Claeys (Verandas Willems) devant son compatriote Gianni Vermeersch (Sunweb-Napoleon Games).

## Présentation

### Équipes
Classé en catégorie 1.2 de l'UCI Europe Tour, le Mémorial Philippe Van Coningsloo est par conséquent ouvert aux équipes continentales professionnelles belges, aux équipes continentales, aux équipes nationales et aux équipes régionales et de clubs.
Initialement prévue, la formation néerlandaise WV de IJsselstreek ne prend pas le départ de l'épreuve. Vingt-six équipes participent à ce Circuit Het Nieuwsblad espoirs - douze équipes continentales et quatorze équipes régionales et de clubs :
| Équipes continentales          | Équipes continentales | Équipes continentales |
| Nom de l'équipe                | Pays                  | Code                  |
| ------------------------------ | --------------------- | --------------------- |
| 3M                             | Belgique              | MMM                   |
| Cibel                          | Belgique              | CIB                   |
| Colba-Superano Ham             | Belgique              | CSH                   |
| Color Code-Aquality Protect    | Belgique              | CCB                   |
| Jo Piels                       | Pays-Bas              | CJP                   |
| Metec-TKH-Mantel               | Pays-Bas              | MET                   |
| Sunweb-Napoleon Games          | Belgique              | SUN                   |
| T.Palm-Pôle Continental Wallon | Belgique              | PCW                   |
| Vastgoedservice-Golden Palace  | Belgique              | VGS                   |
| Veranclassic-Ekoï              | Belgique              | VER                   |
| Verandas Willems               | Belgique              | WIL                   |
| Wallonie-Bruxelles             | Belgique              | WBC                   |

| Équipes régionales et de clubs | Équipes régionales et de clubs | Équipes régionales et de clubs |
| Nom de l'équipe                | Pays                           | Code                           |
| ------------------------------ | ------------------------------ | ------------------------------ |
| Asfra Racing Oudenaarde        | Belgique                       | ASF                            |
| Baguet-MIBA Poorten-Indulek    | Belgique                       | BMP                            |
| BCV Works-Soenens              | Belgique                       | BCV                            |
| BMC Development                | États-Unis                     | BMD                            |
| EFC-Etixx                      | Belgique                       | EFC                            |
| Handi-Ness                     | Royaume-Uni                    | HAN                            |
| Lotto-Soudal U23               | Belgique                       | LTU                            |
| Morgan Blue                    | Belgique                       | MBL                            |
| Ottignies-Perwez               | Belgique                       | OTP                            |
| Profel United                  | Belgique                       | PFU                            |
| Prorace                        | Belgique                       | PRO                            |
| Van Der Vurst-Hiko             | Belgique                       | VDV                            |
| Van Eyck Sport                 | Belgique                       | VES                            |
| VL Technics-Experza-Abutriek   | Belgique                       | VLT                            |

### Règlement de la course

#### Primes
Les vingt prix sont attribués suivant le barème de l'UCI,. Le total général des prix distribués est de 6 010 €.
| Position | 1er     | 2e      | 3e    | 4e    | 5e    | 6e    | 7e    | 8e    | 9e    | 10e à 20e |
| Prix     | 2 425 € | 1 210 € | 607 € | 305 € | 240 € | 180 € | 180 € | 118 € | 118 € | 57 €      |

## Classements

### Classement final
| Classement final | Classement final  | Classement final | Classement final              | Classement final  |
|                  | Coureur           | Pays             | Équipe                        | Temps             |
| ---------------- | ----------------- | ---------------- | ----------------------------- | ----------------- |
| 1er              | Floris Gerts      | Pays-Bas         | BMC Development               | en 4 h 14 min 3 s |
| 2e               | Dimitri Claeys    | Belgique         | Verandas Willems              | + 51 s            |
| 3e               | Gianni Vermeersch | Belgique         | Sunweb-Napoleon Games         | + 51 s            |
| 4e               | Wout van Aert     | Belgique         | Vastgoedservice-Golden Palace | + 51 s            |
| 5e               | Tim Merlier       | Belgique         | Vastgoedservice-Golden Palace | + 1 min 56 s      |
| 6e               | Maxime Farazijn   | Belgique         | EFC-Etixx                     | + 1 min 56 s      |
| 7e               | Daan Myngheer     | Belgique         | Verandas Willems              | + 1 min 56 s      |
| 8e               | Stefan Poutsma    | Pays-Bas         | Jo Piels                      | + 1 min 58 s      |
| 9e               | Tim Vanspeybroeck | Belgique         | 3M                            | + 1 min 59 s      |
| 10e              | Kenneth Van Rooy  | Belgique         | Lotto-Soudal U23              | + 2 min 6 s       |
| modifier         |                   |                  |                               |                   |

### Classement de la Topcompétition

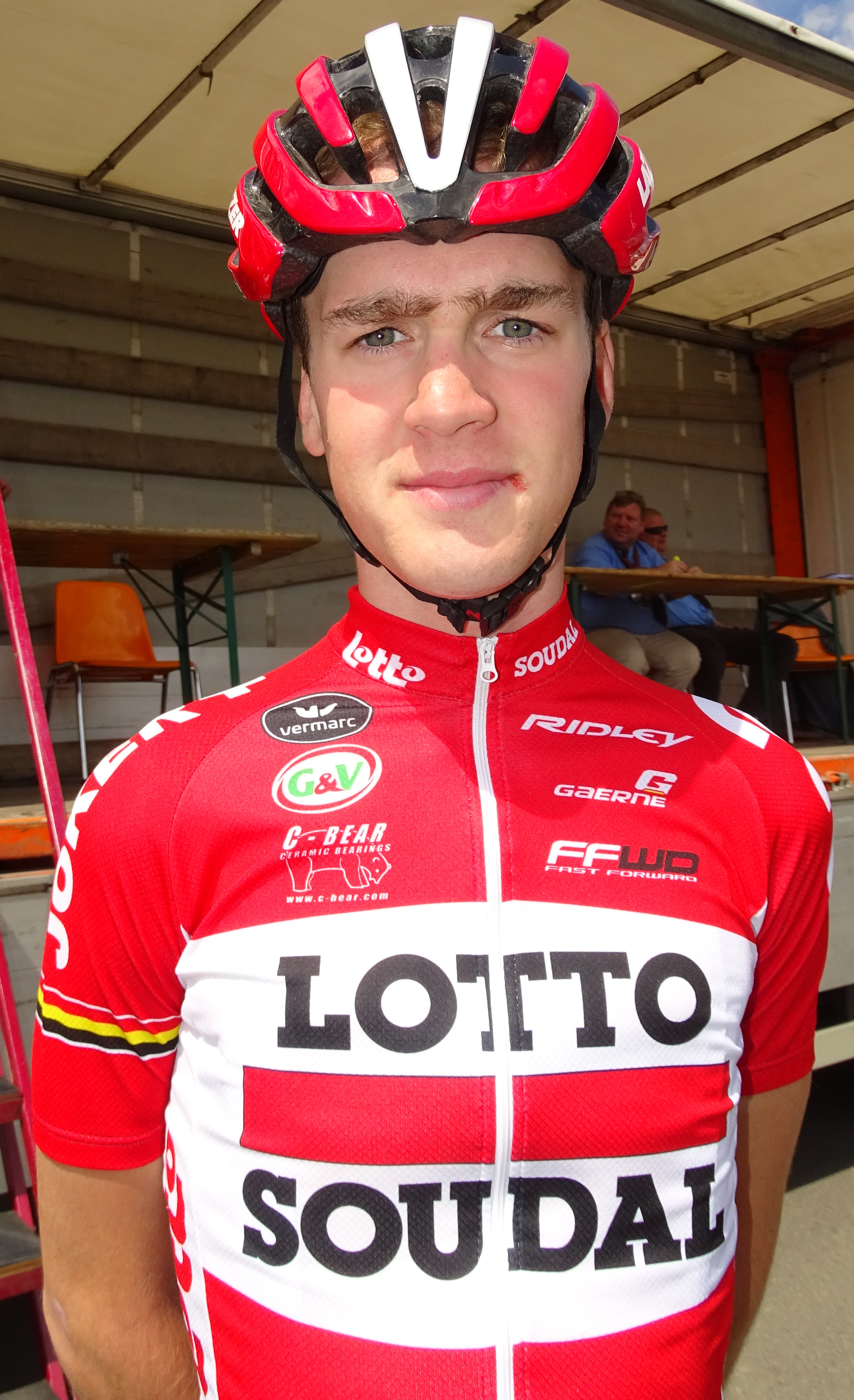
Dries Van Gestel est le leader de la Topcompétition.

| Top dix de la Topcompétition à l'issue de la 5e manche | Top dix de la Topcompétition à l'issue de la 5e manche | Top dix de la Topcompétition à l'issue de la 5e manche | Top dix de la Topcompétition à l'issue de la 5e manche | Top dix de la Topcompétition à l'issue de la 5e manche |
| ------------------------------------------------------ | ------------------------------------------------------ | ------------------------------------------------------ | ------------------------------------------------------ | ------------------------------------------------------ |
|                                                        | Coureur                                                | Pays                                                   | Équipe                                                 | Point(s)                                               |
| 1er                                                    | Dries Van Gestel                                       | Belgique                                               | Lotto-Soudal U23                                       | 87 points                                              |
| 2e                                                     | Nicolas Vereecken                                      | Belgique                                               | 3M                                                     | 73 pts                                                 |
| 3e                                                     | Kenneth Van Rooy                                       | Belgique                                               | Lotto-Soudal U23                                       | 59 pts                                                 |
| 4e                                                     | Maxime Farazijn                                        | Belgique                                               | EFC-Etixx                                              | 58 pts                                                 |
| 5e                                                     | Dimitri Peyskens                                       | Belgique                                               | 3M                                                     | 57 pts                                                 |
| 6e                                                     | Daan Myngheer                                          | Belgique                                               | Verandas Willems                                       | 54 pts                                                 |
| 7e                                                     | Tim Vanspeybroeck                                      | Belgique                                               | 3M                                                     | 53 pts                                                 |
| 8e                                                     | Joeri Stallaert                                        | Belgique                                               | Cibel                                                  | 50 pts                                                 |
| 9e                                                     | Robby Cobbaert                                         | Belgique                                               | BCV Works-Soenens                                      | 48 pts                                                 |
| 10e                                                    | Tom Bosmans                                            | Belgique                                               | VL Technics-Experza-Abutriek                           | 47 pts                                                 |
| modifier                                               |                                                        |                                                        |                                                        |                                                        |

| \| \| Top dix de la Topcompétition à l'issue de la 5e manche[5] \| | \| \| Top dix de la Topcompétition à l'issue de la 5e manche[5] \| | \| \| Top dix de la Topcompétition à l'issue de la 5e manche[5] \| | \| \| Top dix de la Topcompétition à l'issue de la 5e manche[5] \| |
| ------------------------------------------------------------------ | ------------------------------------------------------------------ | ------------------------------------------------------------------ | ------------------------------------------------------------------ |
|                                                                    | Équipe                                                             | Pays                                                               | Point(s)                                                           |
| 1                                                                  | Lotto-Soudal U23                                                   | Belgique                                                           | 140                                                                |
| 2                                                                  | 3M                                                                 | Belgique                                                           | 112                                                                |
| 3                                                                  | EFC-Etixx                                                          | Belgique                                                           | 111                                                                |
| 4                                                                  | BCV Works-Soenens                                                  | Belgique                                                           | 105                                                                |
| 5                                                                  | VL Technics-Experza-Abutriek                                       | Belgique                                                           | 101                                                                |
| 6                                                                  | Cibel                                                              | Belgique                                                           | 98                                                                 |
| 7                                                                  | Profel United                                                      | Belgique                                                           | 83                                                                 |
| 8                                                                  | Ottignies-Perwez                                                   | Belgique                                                           | 83                                                                 |
| 9                                                                  | Prorace                                                            | Belgique                                                           | 79                                                                 |
| 10                                                                 | Baguet-MIBA Poorten-Indulek                                        | Belgique                                                           | 78                                                                 |
|                                                                    | Top dix de la Topcompétition à l'issue de la 5e manche             |                                                                    |                                                                    |

|  | Top dix de la Topcompétition à l'issue de la 5e manche |

### UCI Europe Tour
Ce Circuit Het Nieuwsblad espoirs attribue des points pour l'UCI Europe Tour 2015, par équipes seulement aux coureurs des équipes continentales professionnelles et continentales, individuellement à tous les coureurs sauf ceux faisant partie d'une équipe ayant un label WorldTeam.
| Position,          | 1er | 2e | 3e | 4e | 5e | 6e | 7e | 8e |
| Classement général | 40  | 30 | 16 | 12 | 10 | 8  | 6  | 3  |

## Liste des participants
- Liste de départ complète

| Légende | Légende                                                                      | Légende | Légende                                                    |
| ------- | ---------------------------------------------------------------------------- | ------- | ---------------------------------------------------------- |
| Num     | Dossard de départ porté par le coureur sur ce Circuit Het Nieuwsblad espoirs | Pos     | Position à l'arrivée de la course                          |
|         | Indique un maillot de champion national ou mondial, suivi de sa spécialité   | NP      | Indique un coureur qui n'a pas pris le départ de la course |
| AB      | Indique un coureur qui n'a pas terminé la course                             | HD      | Indique un coureur qui a terminé la course hors des délais |

| Lotto-Soudal U23 LTU                      | Lotto-Soudal U23 LTU   | Lotto-Soudal U23 LTU |
| ----------------------------------------- | ---------------------- | -------------------- |
| Num                                       | Coureur                | Pos                  |
| 1                                         | Maarten Craeghs (BEL)  | AB                   |
| 2                                         | Kevin Deltombe (BEL)   | AB                   |
| 3                                         | Laurens De Plus (BEL)  | 23e                  |
| 4                                         | Frederik Frison (BEL)  | 38e                  |
| 5                                         | Ruben Pols (BEL)       | 39e                  |
| 6                                         | Dries Van Gestel (BEL) | 12e                  |
| 7                                         | Kenneth Van Rooy (BEL) | 10e                  |
| Directeur sportif : Wesley Van Speybroeck |                        |                      |

| EFC-Etixx EFC                | EFC-Etixx EFC             | EFC-Etixx EFC |
| ---------------------------- | ------------------------- | ------------- |
| Num                          | Coureur                   | Pos           |
| 11                           | Gilles Loncin (BEL)       | AB            |
| 12                           | Benjamin Declercq (BEL)   | AB            |
| 13                           | Aimé De Gendt (BEL)       | 41e           |
| 14                           | Herman Vanhoucke (BEL)    | AB            |
| 15                           | Maxime Farazijn (BEL)     | 6e            |
| 16                           | Christophe Noppe (BEL)    | AB            |
| 17                           | Matthias Vandewalle (BEL) | AB            |
| Directeur sportif : Wim Feys |                           |               |

| Color Code-Aquality Protect CCB          | Color Code-Aquality Protect CCB | Color Code-Aquality Protect CCB |
| ---------------------------------------- | ------------------------------- | ------------------------------- |
| Num                                      | Coureur                         | Pos                             |
| 21                                       | Maximilien Picoux (BEL)         | AB                              |
| 22                                       | Franklin Six (BEL)              | AB                              |
| 23                                       | Jimmy Duquennoy (BEL)           | 27e                             |
| 24                                       | Charlie Arimont (BEL)           | AB                              |
| 25                                       | Loïc Hennaux (BEL)              | AB                              |
| 26                                       | Anthony Vandrepotte (BEL)       | AB                              |
| 27                                       | Lionel Taminiaux (BEL)          | AB                              |
| Directeur sportif : Christophe Detilloux |                                 |                                 |

| Verandas Willems WIL               | Verandas Willems WIL    | Verandas Willems WIL |
| ---------------------------------- | ----------------------- | -------------------- |
| Num                                | Coureur                 | Pos                  |
| 31                                 | Dimitri Claeys (BEL)    | 2e                   |
| 32                                 | Olivier Pardini (BEL)   | 17e                  |
| 33                                 | Joren Touquet (BEL)     | AB                   |
| 34                                 | Dries De Bondt (BEL)    | AB                   |
| 35                                 | Daan Myngheer (BEL)     | 7e                   |
| 36                                 | Stef Van Zummeren (BEL) | AB                   |
| 37                                 | Emiel Wastyn (BEL)      | AB                   |
| Directeur sportif : Sammie Moreels |                         |                      |

| BCV Works-Soenens BCV              | BCV Works-Soenens BCV     | BCV Works-Soenens BCV |
| ---------------------------------- | ------------------------- | --------------------- |
| Num                                | Coureur                   | Pos                   |
| 41                                 | Robby Cobbaert (BEL)      | 28e                   |
| 42                                 | Michael Cools (BEL)       | 22e                   |
| 43                                 | Cédric Defreyne (BEL)     | AB                    |
| 44                                 | Tijs Delbaere (BEL)       | AB                    |
| 45                                 | Edward Planckaert (BEL)   | AB                    |
| 46                                 | Thomas Vanbesien (BEL)    | 21e                   |
| 47                                 | Bram Van Renterghem (BEL) | AB                    |
| Directeur sportif : Francky Vanhie |                           |                       |

| 3M MMM                           | 3M MMM                  | 3M MMM |
| -------------------------------- | ----------------------- | ------ |
| Num                              | Coureur                 | Pos    |
| 51                               | Martijn Degreve (BEL)   | AB     |
| 52                               | Jimmy Janssens (BEL)    | 14e    |
| 53                               | Dimitri Peyskens (BEL)  | 13e    |
| 54                               | Gertjan De Vos (BEL)    | AB     |
| 55                               | Tim Vanspeybroeck (BEL) | 9e     |
| 56                               | Nicolas Vereecken (BEL) | 15e    |
| 57                               | Emiel Vermeulen (BEL)   | AB     |
| Directeur sportif : Frank Boeckx |                         |        |

| Cibel CIB                               | Cibel CIB              | Cibel CIB |
| --------------------------------------- | ---------------------- | --------- |
| Num                                     | Coureur                | Pos       |
| 61                                      | Kevin Callebaut (BEL)  | 18e       |
| 62                                      | Joeri Stallaert (BEL)  | 26e       |
| 63                                      | Benjamin Verraes (BEL) | 24e       |
| 64                                      | Thomas Gibbons (USA)   | AB        |
| 65                                      | Thomas Ongena (BEL)    | AB        |
| 66                                      | Lawrence Naesen (BEL)  | 32e       |
| 67                                      | Kevin De Jonghe (BEL)  | 40e       |
| Directeur sportif : Gaspard Van Petegem |                        |           |

| Ottignies-Perwez OTP               | Ottignies-Perwez OTP     | Ottignies-Perwez OTP |
| ---------------------------------- | ------------------------ | -------------------- |
| Num                                | Coureur                  | Pos                  |
| 71                                 | Thomas Huyberechts (BEL) | AB                   |
| 72                                 | Dylan Bodchon (BEL)      | AB                   |
| 73                                 | Julien Dechesne (BEL)    | 33e                  |
| 74                                 | Arne De Schuyter (BEL)   | AB                   |
| 75                                 | Robin Haubruge (BEL)     | AB                   |
| 76                                 | Wim Reynaerts (BEL)      | AB                   |
| 77                                 | Arnaud Voss (BEL)        | AB                   |
| Directeur sportif : André Soetaers |                          |                      |

| VL Technics-Experza-Abutriek VLT     | VL Technics-Experza-Abutriek VLT | VL Technics-Experza-Abutriek VLT |
| ------------------------------------ | -------------------------------- | -------------------------------- |
| Num                                  | Coureur                          | Pos                              |
| 81                                   | Tom Bosmans (BEL)                | 11e                              |
| 82                                   | Laurent Pieters (BEL)            | AB                               |
| 83                                   | Mathias Ballet (BEL)             | AB                               |
| 84                                   | Axel De Corte (BEL)              | 25e                              |
| 85                                   | Stephen Orbie (BEL)              | AB                               |
| 86                                   | Brent Van De Kerkhove (BEL)      | AB                               |
| 87                                   |                                  |                                  |
| Directeur sportif : Hervé Van Laeken |                                  |                                  |

| Prorace PRO                          | Prorace PRO            | Prorace PRO |
| ------------------------------------ | ---------------------- | ----------- |
| Num                                  | Coureur                | Pos         |
| 91                                   | Jordy Bouts (BEL)      | AB          |
| 92                                   | Gertjan De Sy (BEL)    | AB          |
| 93                                   | Vincent De Sy (BEL)    | AB          |
| 94                                   | Joaquim Durant (BEL)   | AB          |
| 95                                   | Marc Franken (BEL)     | AB          |
| 96                                   | Robin Mertens (BEL)    | AB          |
| 97                                   | Stijn Mortelmans (BEL) | AB          |
| Directeur sportif : Pascal Bellemans |                        |             |

| T.Palm-Pôle Continental Wallon PCW      | T.Palm-Pôle Continental Wallon PCW | T.Palm-Pôle Continental Wallon PCW |
| --------------------------------------- | ---------------------------------- | ---------------------------------- |
| Num                                     | Coureur                            | Pos                                |
| 101                                     | Antoine Didier (BEL)               | AB                                 |
| 102                                     | Claudio Catania (ITA)              | AB                                 |
| 103                                     | Guillaume Haag (BEL)               | AB                                 |
| 104                                     | Jeff Peelaers (BEL)                | AB                                 |
| 105                                     |                                    |                                    |
| 106                                     | Maxime Vekeman (BEL)               | AB                                 |
| 107                                     |                                    |                                    |
| Directeur sportif : Pascal Pieteraerens |                                    |                                    |

| Wallonie-Bruxelles WBC                | Wallonie-Bruxelles WBC   | Wallonie-Bruxelles WBC |
| ------------------------------------- | ------------------------ | ---------------------- |
| Num                                   | Coureur                  | Pos                    |
| 111                                   | Sébastien Delfosse (BEL) | AB                     |
| 112                                   | Olivier Chevalier (BEL)  | AB                     |
| 113                                   | Ludwig De Winter (BEL)   | AB                     |
| 114                                   | Tom Dernies (BEL)        | 20e                    |
| 115                                   | Antoine Warnier (BEL)    | AB                     |
| 116                                   | Julien Stassen (BEL)     | 36e                    |
| 117                                   | Jonathan Dufrasne (BEL)  | AB                     |
| Directeur sportif : Frédéric Amorison |                          |                        |

| Van Der Vurst-Hiko VDV             | Van Der Vurst-Hiko VDV    | Van Der Vurst-Hiko VDV |
| ---------------------------------- | ------------------------- | ---------------------- |
| Num                                | Coureur                   | Pos                    |
| 121                                | Stijn De Bock (BEL)       | AB                     |
| 122                                | Alfdan De Decker (BEL)    | AB                     |
| 123                                | Vincent De Vreese (BEL)   | AB                     |
| 124                                | Rutger Roelandts (BEL)    | AB                     |
| 125                                | Jelle De Ville (BEL)      | AB                     |
| 126                                | Jelle Van Den Plas (BEL)  | AB                     |
| 127                                | Frederik Vandewiele (BEL) | AB                     |
| Directeur sportif : Jurgen De Smet |                           |                        |

| Veranclassic-Ekoï VER               | Veranclassic-Ekoï VER           | Veranclassic-Ekoï VER |
| ----------------------------------- | ------------------------------- | --------------------- |
| Num                                 | Coureur                         | Pos                   |
| 131                                 | Niels De Rooze (BEL)            | 34e                   |
| 132                                 | Justin Jules (FRA)              | AB                    |
| 133                                 | Robin Stenuit (BEL)             | 29e                   |
| 134                                 | Julien Van Den Brande (BEL)     | AB                    |
| 135                                 | Francesco Van Coppernolle (BEL) | AB                    |
| 136                                 | Gorik Gardeyn (BEL)             | AB                    |
| 137                                 | Melvin Rullière (FRA)           | AB                    |
| Directeur sportif : Willy Teirlinck |                                 |                       |

| Baguet-MIBA Poorten-Indulek BMP         | Baguet-MIBA Poorten-Indulek BMP | Baguet-MIBA Poorten-Indulek BMP |
| --------------------------------------- | ------------------------------- | ------------------------------- |
| Num                                     | Coureur                         | Pos                             |
| 141                                     | Ruben Geerinckx (BEL)           | AB                              |
| 142                                     | Jens Moens (BEL)                | AB                              |
| 143                                     | Braam Merlier (BEL)             | 30e                             |
| 144                                     | Stef Rogier (BEL)               | AB                              |
| 145                                     | Ward Van Laer (BEL)             | 44e                             |
| 146                                     | Lucas De Vos (BEL)              | AB                              |
| 147                                     |                                 |                                 |
| Directeur sportif : Christian De Sutter |                                 |                                 |

| Asfra Racing Oudenaarde ASF   | Asfra Racing Oudenaarde ASF | Asfra Racing Oudenaarde ASF |
| ----------------------------- | --------------------------- | --------------------------- |
| Num                           | Coureur                     | Pos                         |
| 151                           | Angelo De Ketele (BEL)      | AB                          |
| 152                           | Arne Opsomer (BEL)          | AB                          |
| 153                           | Ylber Sefa (ALB)            | AB                          |
| 154                           | Jellen Schiettecatte (BEL)  | AB                          |
| 155                           | Wouter Vanderbergh (BEL)    | AB                          |
| 156                           | Kevin Verwaest (BEL)        | AB                          |
| 157                           | Pieter Verwee (BEL)         | AB                          |
| Directeur sportif : Luc Assez |                             |                             |

| Vastgoedservice-Golden Palace VGS | Vastgoedservice-Golden Palace VGS | Vastgoedservice-Golden Palace VGS |
| --------------------------------- | --------------------------------- | --------------------------------- |
| Num                               | Coureur                           | Pos                               |
| 161                               | Jordi Van Dingenen (BEL)          | AB                                |
| 162                               |                                   |                                   |
| 163                               | Kurt Geysen (BEL)                 | AB                                |
| 164                               | Sam Lennertz (BEL)                | AB                                |
| 165                               | Tim Merlier (BEL)                 | 5e                                |
| 166                               | Wout van Aert (BEL)               | 4e                                |
| 167                               | Alphonse Vermote (BEL)            | AB                                |
| Directeur sportif : Roger Loysch  |                                   |                                   |

| Profel United PFU                | Profel United PFU    | Profel United PFU |
| -------------------------------- | -------------------- | ----------------- |
| Num                              | Coureur              | Pos               |
| 171                              | Sander Elen (BEL)    | NP                |
| 172                              | Jeroen Vrolykx (BEL) | AB                |
| 173                              | Glenn Debruyne (BEL) | AB                |
| 174                              | Niels Reynvoet (BEL) | 45e               |
| 175                              | Michiel Broes (BEL)  | AB                |
| 176                              | Nick Wynants (BEL)   | AB                |
| 177                              | Floris Smeyers (BEL) | AB                |
| Directeur sportif : Johan Remels |                      |                   |

| Colba-Superano Ham CSH                   | Colba-Superano Ham CSH   | Colba-Superano Ham CSH |
| ---------------------------------------- | ------------------------ | ---------------------- |
| Num                                      | Coureur                  | Pos                    |
| 181                                      | Jelle Mannaerts (BEL)    | AB                     |
| 182                                      | Jelle Donders (BEL)      | 37e                    |
| 183                                      | Vincent De Boeck (BEL)   | AB                     |
| 184                                      | Glenn Van De Maele (BEL) | AB                     |
| 185                                      | Thomas Van Opstal (BEL)  | AB                     |
| 186                                      | Rick Ottema (NED)        | AB                     |
| 187                                      | Quincy Vens (BEL)        | 35e                    |
| Directeur sportif : Steven De Landtsheer |                          |                        |

| WV de IJsselstreek WDI             | WV de IJsselstreek WDI | WV de IJsselstreek WDI |
| ---------------------------------- | ---------------------- | ---------------------- |
| Num                                | Coureur                | Pos                    |
| 191                                | Gertjan Hamstra (NED)  | NP                     |
| 192                                | Matthijs Koedijk (NED) | NP                     |
| 193                                | Tom Kok (NED)          | NP                     |
| 194                                | Kevin Coster (NED)     | NP                     |
| 195                                | Martijn Dijkstra (NED) | NP                     |
| 196                                | Ruben Wieberdink (NED) | NP                     |
| 197                                | Jasper Schouten (NED)  | NP                     |
| Directeur sportif : Arthur van Dam |                        |                        |

| -                     | -       | -   |
| --------------------- | ------- | --- |
| Num                   | Coureur | Pos |
| 201                   |         |     |
| 202                   |         |     |
| 203                   |         |     |
| 204                   |         |     |
| 205                   |         |     |
| 206                   |         |     |
| 207                   |         |     |
| Directeur sportif : - |         |     |

| Metec-TKH-Mantel MET              | Metec-TKH-Mantel MET     | Metec-TKH-Mantel MET |
| --------------------------------- | ------------------------ | -------------------- |
| Num                               | Coureur                  | Pos                  |
| 211                               | Jarno Gmelich (NED)      | AB                   |
| 212                               | Niels Goeree (NED)       | AB                   |
| 213                               | Stefan Kreder (NED)      | NP                   |
| 214                               | Jelle Wolsink (NED)      | AB                   |
| 215                               | Sjoerd Kouwenhoven (NED) | 16e                  |
| 216                               | Milan Veltman (NED)      | AB                   |
| 217                               | Remco te Brake (NED)     | AB                   |
| Directeur sportif : Allard Engels |                          |                      |

| Sunweb-Napoleon Games SUN           | Sunweb-Napoleon Games SUN    | Sunweb-Napoleon Games SUN |
| ----------------------------------- | ---------------------------- | ------------------------- |
| Num                                 | Coureur                      | Pos                       |
| 221                                 | Elias Van Hecke (BEL)        | AB                        |
| 222                                 | Klaas Vantornout (BEL)       | 31e                       |
| 223                                 | Dieter Vanthourenhout (BEL)  | 42e                       |
| 224                                 | Thomas Joseph (BEL)          | AB                        |
| 225                                 | Gianni Vermeersch (BEL)      | 3e                        |
| 226                                 | Angelo Van Den Bossche (BEL) | AB                        |
| 227                                 | Angelo De Clercq (BEL)       | AB                        |
| Directeur sportif : Mario De Clercq |                              |                           |

| Handi-Ness HAN                       | Handi-Ness HAN           | Handi-Ness HAN |
| ------------------------------------ | ------------------------ | -------------- |
| Num                                  | Coureur                  | Pos            |
| 231                                  | Andrew Leigh (GBR)       | AB             |
| 232                                  | Thomas Bracegirdle (GBR) | AB             |
| 233                                  | Duncan Heywood (GBR)     | AB             |
| 234                                  | Daniel Herrewyn (AUS)    | AB             |
| 235                                  | Ed Clemens (GBR)         | AB             |
| 236                                  | Ricky Parson (GBR)       | AB             |
| 237                                  | James Falconer (GBR)     | AB             |
| Directeur sportif : Hans Huylebroeck |                          |                |

| BMC Development BMD                 | BMC Development BMD        | BMC Development BMD |
| ----------------------------------- | -------------------------- | ------------------- |
| Num                                 | Coureur                    | Pos                 |
| 241                                 | Nathan Van Hooydonck (BEL) | AB                  |
| 242                                 | Johan Hemroulle (BEL)      | AB                  |
| 243                                 | Jesse Kerrison (AUS)       | AB                  |
| 244                                 | Floris Gerts (NED)         | 1er                 |
| 245                                 | Bas Tietema (NED)          | AB                  |
| 246                                 |                            |                     |
| 247                                 |                            |                     |
| Directeur sportif : Geert Van Bondt |                            |                     |

| Jo Piels CJP                     | Jo Piels CJP               | Jo Piels CJP |
| -------------------------------- | -------------------------- | ------------ |
| Num                              | Coureur                    | Pos          |
| 251                              |                            |              |
| 252                              | Stefan Poutsma (NED)       | 8e           |
| 253                              | Elmar Reinders (NED)       | AB           |
| 254                              | Stephan Bakker (NED)       | AB           |
| 255                              | Adriaan Janssen (NED)      | AB           |
| 256                              | Patrick van der Duin (NED) | AB           |
| 257                              | Tim Rodenburg (NED)        | 43e          |
| Directeur sportif : Han Vaanhold |                            |              |

| Morgan Blue MBL                    | Morgan Blue MBL              | Morgan Blue MBL |
| ---------------------------------- | ---------------------------- | --------------- |
| Num                                | Coureur                      | Pos             |
| 261                                | Angelo Vande Casteele (BEL)  | AB              |
| 262                                | Jasper Goeman (BEL)          | AB              |
| 263                                | Jonas Goeman (BEL)           | AB              |
| 264                                | Nicholas Graham-Dawson (AUS) | AB              |
| 265                                | Søren Engberg (DEN)          | AB              |
| 266                                | Samuel Lane (AUS)            | AB              |
| 267                                | Glenn Goossens (BEL)         | AB              |
| Directeur sportif : Kurt Tembuyser |                              |                 |

| Van Eyck Sport VES                  | Van Eyck Sport VES    | Van Eyck Sport VES |
| ----------------------------------- | --------------------- | ------------------ |
| Num                                 | Coureur               | Pos                |
| 271                                 | Steven Glorieux (BEL) | AB                 |
| 272                                 | Jef Smismans (BEL)    | AB                 |
| 273                                 | Tommy Baeyens (BEL)   | AB                 |
| 274                                 | Tom Timmermans (BEL)  | AB                 |
| 275                                 | Kenn Simon (BEL)      | AB                 |
| 276                                 | Fab Sinoy (BEL)       | 19e                |
| 277                                 |                       |                    |
| Directeur sportif : Jan Duyschaever |                       |                    |